# بیفپرونوکس
بیفپرونوکس (انگلیسی: Bifeprunox) یک داردی آنتی سایکوتیک غیر معمول است که مانند آریپیپرازول، کمترین آگونیسم گیرنده D2 را با آگونیسم گیرنده سروتونین ترکیب می‌کند. این دارو پیش‌تر برای درمان اسکیزوفرنی، روان پریشی و بیماری پارکینسون در دست توسعه بود.